# Valentina Rodini
Valentina Rodini, née le 28 janvier 1995 à Crémone, est une rameuse italienne. Elle est sacrée championne olympique en deux de couple poids légers avec sa compatriote Federica Cesarini aux Jeux olympiques d'été de 2020.

## Palmarès

### Jeux olympiques
- médaille d'or du deux de couple poids légers avec Federica Cesarini aux Jeux olympiques d'été de 2020 à Tokyo[2]

### Championnats d'Europe
- médaille d'or du deux de couple poids légers avec Federica Cesarini aux Championnats d'Europe d'aviron 2021 à Varèse
- médaille d'argent du deux de couple poids légers avec Federica Cesarini aux Championnats d'Europe d'aviron 2020 à Poznań

### Jeux méditerranéens
- médaille d'or du skiff poids léger aux Jeux méditerranéens de 2018 à Tarragone